# ملک ایاز

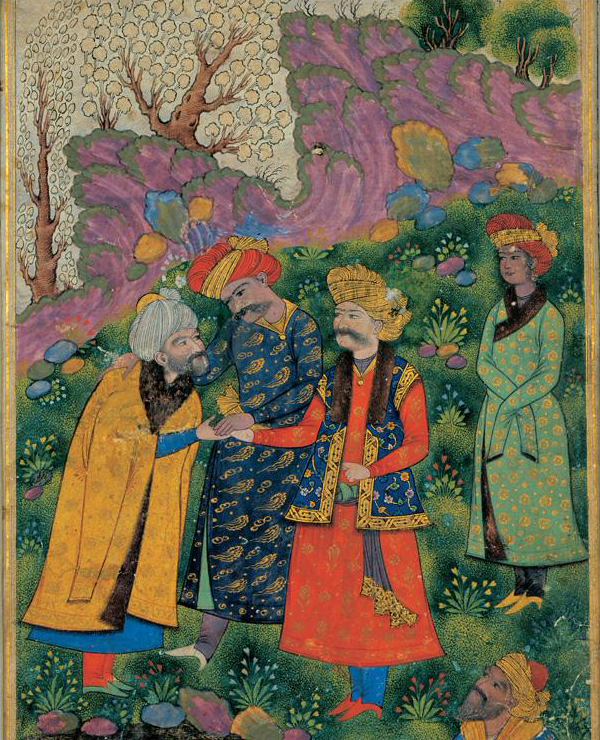
محمود و ایاز. سلطان محمود (با جامه سرخ‌رنگ) دست شیخ را می‌فشرد. ملک ایاز پشت سر سلطان محمود ایستاده (پسر جوان).

ملک اَیاز (درگذشته ۴۴۹ هـ. ق) پسر آیماق ابوالنجم، با نام کامل ابوالنجم ایاز بن اویماق یک برده تُرک‌تبار بود که علاقه سلطان محمود غزنوی به او مشهور است. او در سپاه و دربار محمود غزنوی به مقامات بالا رسید.

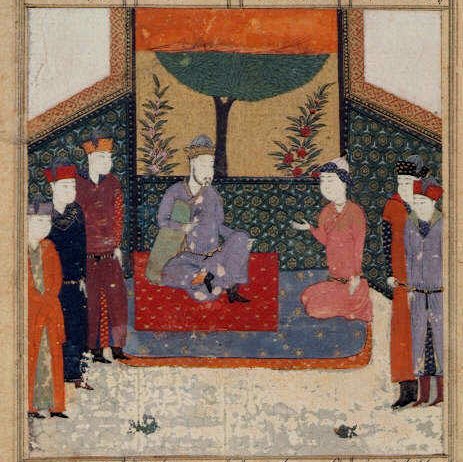
ایاز نشسته بر زانو در مقابل سلطان محمود غزنوی. نقاشی مینیاتور از یک نسخه خطی اشعار عطار نیشابوری. ایران. ۱۴۷۲ میلادی. محل نگهداری کتابخانه بریتانیا، لندن

پس از مرگ سلطان محمود، اشتهار داستان دلدادگی این دو بیشتر شد و در ادبیات غنایی و عرفانی فارسی، جایگاه خاصی یافت. از سده ششم به بعد، روایت تاریخی این داستان دگرگون شد و برخی از بزرگان عرصه ادب و عرفان، مانند احمد غزالی، عین القضات همدانی، عطار نیشابوری، مولوی و دیگران از آن برای تبیین مفاهیم عرفانی بهره بردند.
در سده‌های دهم و یازدهم هجری، داستان دلبستگی محمود به ایاز، مورد توجه شاعران قرار گرفت و چند مثنوی در اینباره سروده شد، که مثنوی محمود و ایاز زلالی خوانساری مشهورترین و شاخص‌ترین آنهاست. زلالی خوانساری، داستان عاشقانه ایاز و محمود را در هاله‌ای از مفاهیم عرفانی و معنوی به سلک نظم کشیده و شاخ و برگ بسیار بر واقعیت تاریخی آن افزوده‌است.
آرامگاه ملک ایاز هنوز هم در منطقه تجاری «رنگ محل» در لاهور دیده می‌شود. آرامگاه و باغ ایاز در دوران حکومت سیکها بر این منطقه تخریب شد اما پس از استقلال پاکستان دوباره بازسازی گردید.